# 埼玉県立深谷商業高等学校
埼玉県立深谷商業高等学校（さいたまけんりつふかやしょうぎょうこうとうがっこう）は、埼玉県深谷市原郷に所在する公立の商業高等学校。

## 設置学科
- 全日制課程
  - 商業科
  - 会計科
  - 情報処理科
- 専攻科（2年制）･･･日本の商業高校で唯一設置している。[要出典]
  - 情報会計専攻科

## 概要
- 学校敷地の南側には、国の登録有形文化財の「深商記念館」があり、現在は深谷商業の歴史を語る記念館として、また度々TVロケ現場として利用されている。全国各地から、この記念館を見物に来る人がいる。[要出典]
- 資格取得に関しては毎年に及んで簿記・情報処理の高度資格や国家資格の取得率は高い。[独自研究?]全国商業高等学校協会主催の検定試験、高度資格、国家試験の取得率は県内随一である。
- 国家資格の基本情報技術者試験（FE）の午前科目免除制度の認定校となっている[1][2]。

## 沿革

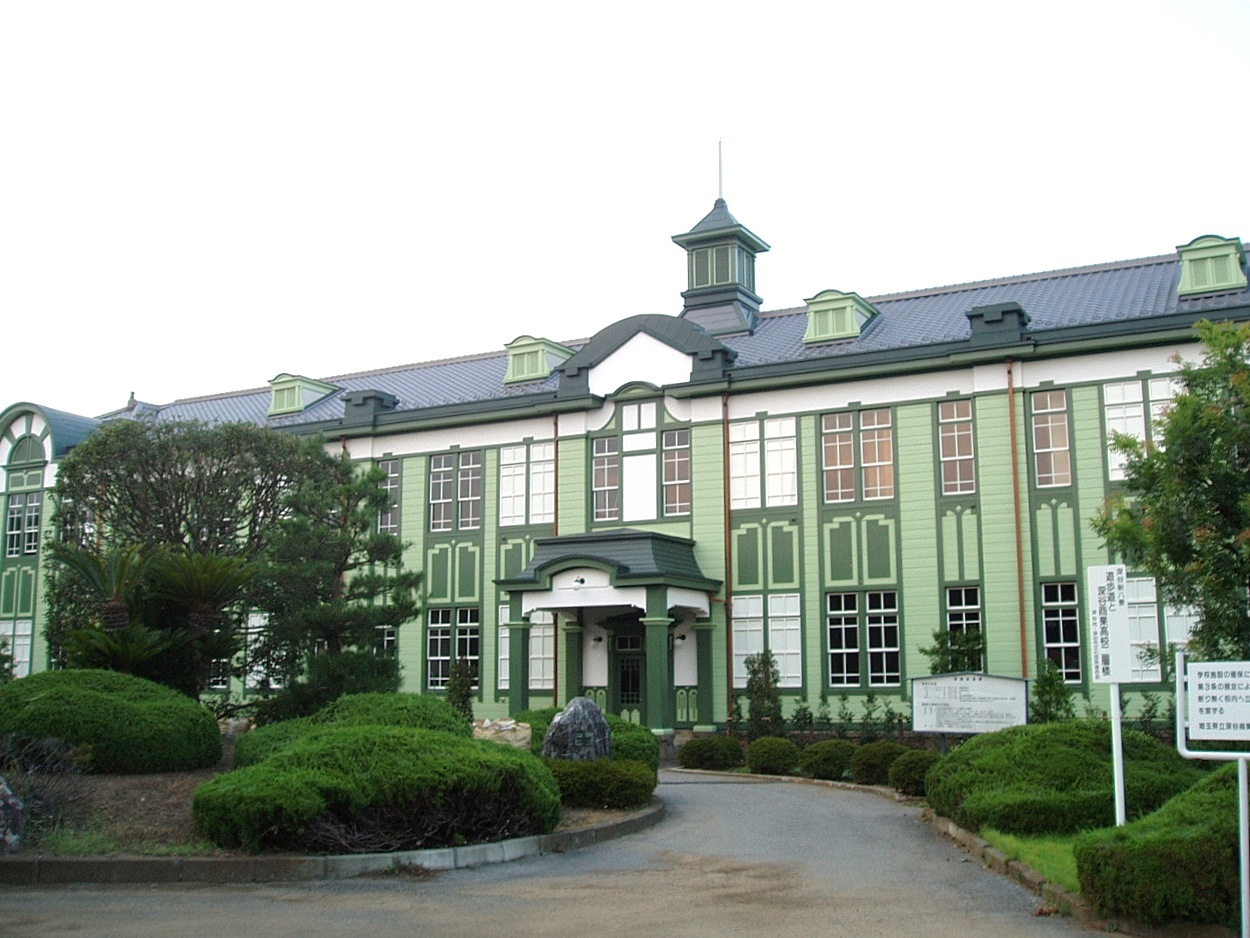
深商記念館（1922年竣工、2013年改修）

- 1921年（大正10年） 町立深谷商業学校開校
- 1923年（大正12年） 埼玉県立商業学校と改称
- 1939年（昭和14年） 埼玉県立深谷商業学校と改称
- 1948年（昭和23年） 埼玉県立深谷商業高等学校と改称
- 1974年（昭和49年） 男女共学化
- 1987年（昭和62年） 会計科・情報処理科設置
- 1994年（平成6年） 情報会計専攻科設置（全国初）
- 2010年（平成22年） 深谷商業高校の定時制課程、埼玉県立吹上高等学校、埼玉県立鴻巣高等学校の定時制課程、埼玉県立熊谷女子高等学校の定時制課程が統合し、昼夜開講の定時制単位制高校「埼玉県立吹上秋桜高等学校」となる。所在地は現吹上高校で、校舎はリフォームされ再利用される。
- 2013年（平成25年）3月 - 定時制課程を閉課。

## クラブ
主な部活動
簿記部
29年連続全国大会出場を果たしている。日商簿記検定1級や日商簿記検定2級への取得に向けての勉強や、全国大会へ向けての勉強が多い。日商簿記検定の取得者数は多い。2008年11月現在までの合格者は、日商簿記検定1級が53名、日商簿記検定2級は500名以上に及ぶ。
コンピュータ部
26年連続全国大会出場を果たしている。主に、ソフトウェア開発技術者・基本情報技術者試験・初級システムアドミニストレータ等の国家資格取得へ向けて活動する。2008年11月現在までの合格者は、ソフトウェア開発技術者が30名以上・基本情報技術者試験250名以上・初級システムアドミニストレータ400名以上に及ぶ。
ビジネス部
全国高等学校珠算・電卓競技大会に10年連続出場を果たしている。
陸上部
近年、インターハイや関東大会へ出場し、目覚ましい成績を残している。11年連続でインターハイに出場し、800mでインターハイ全国優勝の経験もある。2007年に、1990年生まれを対象とした「世界ユース陸上選手権」の日本代表に選ばれた者がおり、その活躍は世界へとなっている。
野球部
過去には春1回・夏1回、計2回甲子園に出場している。1971年の第43回選抜高等学校野球大会ではベスト8の実績があり、同年の第53回全国高等学校野球選手権大会では1回戦敗退だった。1959年の第13回日本学生野球協会結成記念野球大会では、ベスト4に輝いた。
その他の部活動
野球部、ソフトテニス部、バスケットボール部、バレーボール部、サッカー部、ラグビー部、水泳部、バドミントン部、空手同好会、剣道部、卓球部、バトン部、弓道部、柔道部、吹奏楽部、演劇部、ビジネス部、英語研究部、人権研究会、家庭部、写真部、科学部、茶華道部、山岳部、簿記部、コンピューター部

## 著名な出身者
- 土屋嘉雄（ベイシアグループの創業者）
- 茂木和平（学者）
- 高橋千年美（野球）
- 新井昌則（野球）
- 竹内広明（野球）
- 鳥羽博道（ドトールコーヒー創業者）（中退）
- 沢田仁三 (元南河原村長)

## 交通
- 深谷駅北口から
  - 徒歩20分
  - 深谷観光バス FK3：深谷日赤行・FK7：籠原駅北口行で約5分、深谷商業高校前停留所下車（2024年12月1日運行開始）。

## 撮影・ロケ地として
- 「華麗なる一族」第8回（2007年放映TBSテレビドラマ） - 劇中で登場人物が入院する病院として校舎の外観が用いられた[3]。